# Scandinavian Journal of Management
Scandinavian Journal of Management est une revue scientifique, basée sur l'évaluation par les pairs, qui couvre le champ de la théorie des organisations.